# Lena Nallo
Lena Nallo, född 1942, är en svensk konstnär verksam i Norrbotten och Västerbotten och grundare av Tuoddargruppen. Hon har varit bosatt i Stockholm, Malmberget, Boden och bor 2019 i Bureå.
Som nyckelmedlem för Tuoddargruppen har hon haft stor betydelse för konstlivet i Gällivare/Malmberget under snart fyrtio år av verksamhet. Efter att hon lämnade Malmberget hade hon en fortsatt karriär med offentliga utsmyckningar och utställningar, bland annat på Bodens Konstgille. 

## Konsten
Lena Nallos konst rör sig i ett brett spektrum, teknikmässigt, stilmässigt och motivmässigt. Hon är känd för textiler och grafik med detaljrika norrbottensstilleben och akvareller. Hon har även utforskat surrealistiska motivvärldar och oljemålningar som liknats vid de av Marc Chagall. Hennes konst har många gånger en politisk laddning och handlar om norra Sveriges avfolkning, den ensliga fjällvärlden och gruvan som slukar hela samhällen.

### Offentliga utsmyckningar
Lena Nallo har anlitats för flera offentliga utsmyckningar i Boden och Gällivare kommun. 

### Konststölden
År 2003 fick Lena Nallo, och en handfull andra konstnärer, tavlor med ett värde av 300 000 kronor stulna från Storforsens konstgalleri. Det hela var del av en större konsthärva som fick sin upplösning 2016 då tavlorna återfanns.